# Benab
Benab, de son vrai nom Youness Benabdelouahed, né le 6 août 1995 à Villepinte, est un rappeur et chanteur français originaire de Sevran,.
Il sort son premier album Dracarys le 27 septembre 2019. Il sort ensuite son deuxième album Au clair de la rue (Part. 1) le 19 février 2021, suivi de la réédition Au clair de la rue (Part. 2) le 29 octobre 2021.

## Biographie

### Enfance et débuts
Né le 6 août 1995 à Villepinte en Seine Saint-Denis, Youness Benabdelouahed est issu d'une famille algérienne. Ami d’enfance de Bersa,  qu'il a rencontré durant sa jeunesse,  il était tout d'abord livreur de pizza, a effectuer plein de métier, avant que son ami l’encourage à débuter une carrière. 
Il se fait connaître sur la scène rap française en 2018, grâce à son morceau Baléares,. Celui-ci lui permet d’accumuler les vues sur les réseaux sociaux, notamment sur la plateforme de partage de vidéos YouTube[source secondaire souhaitée].

### Dracarys(2019)
Un an plus tard, épaulé par le beatmaker Bersa et l’ancien rappeur devenu producteur Seven, il continuera sur cette lancée en publiant plusieurs morceaux tels que Hey Mama en featuring avec Kalash Criminel, Rude en featuring avec Maes, ou encore Yalil. Puis à la fin du mois d'août, il publiera Intro, pour annoncer son premier album Dracarys qui sortira le 27 septembre 2019. Il contient des featurings avec Maes, Kalash Criminel et Imen Es.
Le titre Dracarys, fait référence à la série de HBO, Game of Thrones, dont le rappeur est fan au point d’inviter la voix française du personnage de Daenerys, Marie Tirmont, à participer à l’intro de son opus. Celui-ci, qui abrite également des collaborations avec Kalash Criminel ou Imen Es, permet au rappeur de voir sa carrière véritablement décoller. Très tôt comparé au rappeur Soolking, Benab est aussi souvent associé à des artistes tels que Franglish, Lomepal, Nekfeu ou encore Maes, avec qui il collabore d’abord en 2019 pour le titre Rude, avant de renouveler l’expérience un an plus tard avec le titre Sourire.

### Au clair de la rue(2020–2022)
Benab sort le 19 février 2021 son deuxième album intitulé Au clair de la rue composé de 13 titres dont 6 featurings avec Maes, Timal, Marwa Loud, Imen Es, Mister V et Naps,. Il contient les singles Au clair de la rue et Confidentes,.
Le 8 octobre, il sort son nouveau single Zéro qui annonce la réédition de son album Au clair de la rue. Le 29 octobre, il dévoile la réédition de son deuxième album, Au clair de la rue (Part. 2) avec Timal, Kofs, Maes, Mamini et Zed. Le 9 décembre 2021, l'album Au clair de la rue est certifié disque d'or.
Le 15 février 2022, pour fêter les un an de son album Au clair de la rue, il annonce que le 19 février, il sortira 5 titres bonus.

### Drapeau Blanc(depuis 2023)
Au début de 2023, Benab dévoile le single 6 Coups extrait de son futur album.
Le 26 mai, il annonce son nouvel album Drapeau Blanc pour le 16 juin. Le 5 juin, il annonce la tracklist composée de 14 titres et 3 featurings avec Timal, Naza et Lynda. Puis le 7 juillet, il ajoute deux nouveaux titres Kappa et Tamien ainsi que le single Royal.

## Discographie

### Singles
- 2018 : Baléares
- 2018 : Banal
- 2018 : Sevrania
- 2018 : Planer
- 2018 : Solitaire
- 2018 : Dis-moi (featuring Sadek)
- 2019 : Hey Mama (featuring Kalash Criminel)
- 2019 : Rude (featuring Maes)  Or[33]
- 2019 : La vida
- 2019 : Matuvu
- 2019 : Parait-il
- 2019 : Yalil
- 2020 : J'ai demandé à la rue
- 2020 : Kif Kif
- 2020 : Sourire (featuring Maes)
- 2020 : RS3 (featuring Timal)  Platine[34]
- 2020 : Dounia
- 2020 : En bas
- 2021 : Au clair de la rue
- 2021 : Confidentes
- 2021 : La night
- 2021 : Tiki Taka
- 2021 : RS4 (featuring Timal & Kofs)  Or[35]
- 2021 : Zéro
- 2021 : P2 (featuring Zed)
- 2021 : Mon poto
- 2022 : Roro
- 2022 : Cash Money
- 2022 : Khio
- 2022 : Jour de pluie
- 2022 : Pistache
- 2022 : Automatique
- 2022 : Téci
- 2022 : Jolie demoiselle
- 2023 : Royal
- 2023 : 6 coups
- 2023 : RS5 (featuring Timal)
- 2023 : Luna
- 2023 : Maman savait
- 2023 : Beaux jours
- 2024 : Potentiel
- 2024 : Sakina (featuring Ricky Rich)
- 2024 : À jamais
- 2024 : Elon

## Classements hebdomadaires
| Année | Album                        | Classement | Classement | Certification    |
| Année | Album                        | FR         | BEL (WA)   | Certification    |
| ----- | ---------------------------- | ---------- | ---------- | ---------------- |
| 2019  | Dracarys                     | 60         | 102        | —                |
| 2021  | Au clair de la rue (Part. 1) | 4          | 37         | France : Platine |
| 2021  | Au clair de la rue (Part. 2) | —          | 83         | France : Platine |
| 2023  | Drapeau Blanc                | 3          | 86         | —                |